# Frederick Lawford
Frederick Lawford (1821-1866) est un architecte anglais naturalisé canadien. 
Il est principalement connu pour avoir conçu les églises Saint James the Apostle et Saint Paul à Montréal, de même que l'agrandissement du manoir Rouville-Campbell à Mont-Saint-Hilaire. 

## Biographie
Frederick Lawford est né en Angleterre en 1821. Il émigre au Canada en 1854 ou 1855. 
Il sera engagé par Thomas Edmund Campbell pour effectuer des transformations considérables à sa propriété, le manoir de la seigneurie de Rouville (aujourd’hui connu sous le nom de manoir Rouville-Campbell à Mont-Saint-Hilaire). 
Il a également travaillé à la conception de différentes églises dont l'église Saint James the Apostle à Montréal, l'église Holy Trinity à Iron Hill et l’église de St. Paul à Montréal réalisée selon ses plans juste après sa mort.
La construction de l’église de St. Paul sera concrétisée par ses partenaires James Nelson et John William Hopkins en 1867-1868.
Lawford est décédé à Sherbrooke le 11 août 1866 à l'âge de 45 ans, victime d'une épidémie de typhoïde.

## Postérité
Une rue porte son nom à Mont-Saint-Hilaire.